# Vidéographe
Le Vidéographe est un centre d'artistes autogéré fondé en 1971 à Montréal, Canada.

## Historique

### Années 1970
Vidéographe est un des premiers centres dédiés à la création vidéo en Amérique du Nord.  C'est d'abord un projet de l'Office nationale du film du Canada (ONF), conçu et dirigé par le producteur Robert Forget. Vidéographe s'inscrit dans la lignée du Groupe de recherches sociales de l'ONF, et du projet Société nouvelle/Challenge for Change qui promeuvent la pratique d'un cinéma engagé et participatif,. Vidéographe est créé dans le but de donner accès au plus grand nombre à la technologie vidéo portative. Vidéographe est alors situé au 1604 rue Saint-Denis. Il offre du matériel de tournage, du soutien à la production, un espace de diffusion permanent, le Vidéothéatre, et des espaces de travail, notamment pour le montage,. L'équipe technique de Vidéographe développe l'éditomètre, un système de montage pour la vidéo 1/2 pouce,. De jeunes artistes et cinéastes - Pierre Falardeau, Tahani Rached, Diane Poitras, Jean-Pierre Boyer, Charles Binamé - des militants, des activistes, des étudiants et des curieux produisent quelque 200 vidéos en tout genre.   
La vidéo trouve en effet un terreau fertile au Québec, en raison de l'importance du documentaire et du cinéma direct dans les années 1960 et 1970. La proximité, la malléabilité technique et la rapidité de diffusion rendent la vidéo attrayante dans un contexte socio-politique en mutation. À la suite de la Révolution tranquille, le Québec connaît en effet des changements sociaux, culturels et religieux profonds. La production de Vidéographe témoigne de la mobilisation politique et citoyenne de l'époque : répercussions de la Crise d'Octobre, affirmation LGBTQ, féminisme, mouvement ouvrier,.   
En avril 1973, l'ONF se retire du projet. Vidéographe devient un centre d'artistes autogéré axé sur la production, la diffusion et la distribution de la vidéo indépendante. L'organisme à but non lucratif est enregistré le 9 avril 1973 par Robert Forget, Michel Cartier, Jean-Paul Lafrance, Louis Martin et Robert Russel. Vidéographe lance en 1973 un projet de télévision communautaire, TVC-4, à Saint-Jérôme. La chaîne, active jusqu'en 1989, est gérée par des citoyens de la ville. Le Sonographe, équivalent de Vidéographe pour la musique, est aussi fondé; il met à disposition des musiciens un studio d'enregistrement et du matériel de son portatif. Plusieurs années de crise financière entraînent une fermeture temporaire de Vidéographe de mai 1976 à janvier 1977,.  
Plusieurs groupes vidéo voient le jour dans les années 1970, dans la foulée de Vidéographe : Vidéo Femmes en 1973 (fusionné avec SPIRA en 2015), le Groupe Intervention Vidéo (GIV) en 1975, Vidéo Véhicule en 1975, qui deviendra PRIM - Productions Réalisations Indépendantes de Montréal en 1981, le Centre  populaire  d'animation audiovisuelle de Québec en 1977, devenu la Bande vidéo en 1988, et la Coop Vidéo en 1977. Tous ces organismes ont des mandats semblables de production et de diffusion de vidéo, bien qu'ils se distinguent par leur positionnement idéologique ou leur utilisation du médium. Vidéo Femmes puis le Groupe Intervention Vidéo prennent une position résolument féministe. Vidéo Véhicule, né de la galerie Véhicule Art, vise d'abord l'expérimentation de la vidéo par des artistes. La pratique de la vidéo se professionnalise à la fin des années 1970, en raison des efforts d'autogestion des artistes et du soutien financier des créateurs et des organismes par le Conseil des Arts du Canada et le Conseil des Arts et lettres du Québec.  

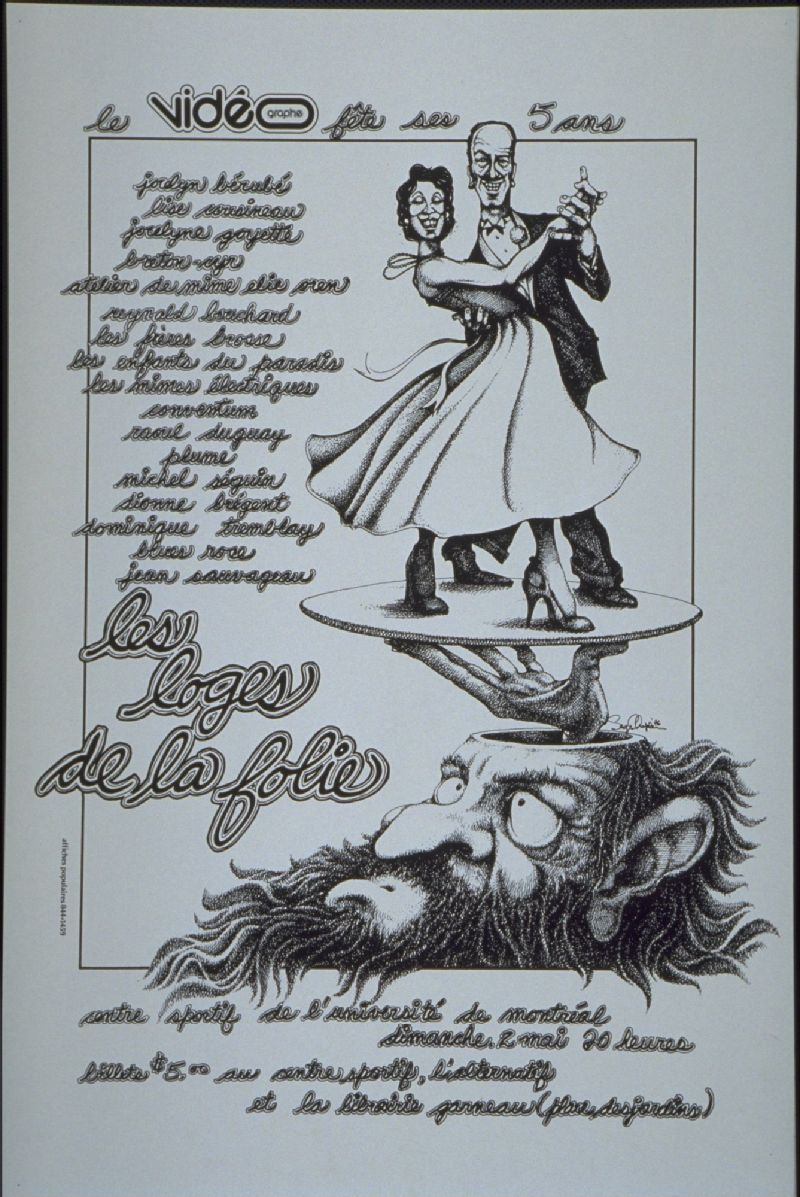
Affiche pour l’événement soulignant les 5 ans de Vidéographe.

### Années 1980
Au début des années 1980, Vidéographe déménage au 4550 rue Garnier, sur le Plateau Mont-Royal, où il est toujours situé aujourd'hui. La production s'oriente vers la coopération internationale avec le travail d'Yves Langlois, et les productions syndicales telles que la fiction Joe de Norman Thibault qui met en vedette des acteurs connus (Marcel Sabourin, Hubert Loiselle et Louisette Dusseault). L'art vidéo prend aussi de plus en plus de place au fil de la décennie. De nombreux jeunes artistes débutent : Chantal duPont, Jeanne Crépeau, Marc Paradis, Luc Bourdon, Daniel Dion, Suzan Vachon, Charles Guilbert, Serge Murphy.  
À l'automne 1984, Vidéographe coorganise Vidéo 84 - Rencontres vidéo internationales de Montréal qui réunit des intervenants venus de 11 pays et propose colloque, projections et expositions. La Quinzaine de la vidéo, qui accueille entre autres le cinéaste polonais Jozef Robakowski, suivra en octobre 1989.

### Années 1990
Du 6 décembre 1990 au 20 janvier 1991, Vidéographe est le sujet d'une exposition au Musée des beaux-arts du Canada intitulée Un animal sauvage : Traversées du discours et mémoires volées, les dix premières années du Vidéographe, 1971-1981. Des vidéos de Robert Morin et Lorraine Dufour, Pierre Falardeau et Julien Poulin, Jean-Pierre Boyer, Hélène Roy, et Frank Vitale y sont présentées.   
Vidéographe entreprend un chantier de catalogage de sa production et de ses archives. Un service de gestion des archives est créé. Des catalogues sont publiés en 1989, 1994 et 1997. En mai 1998, Vidéographe ouvre l'Espace Vidéographe un lieu d'exposition d'abord situé au 460, rue Sainte-Catherine Ouest, puis nomade,. Une nouvelle génération d'artistes féminines émerge : Sylvie Laliberté, Manon Labrecque, Nathalie Bujold, Monique Moumblow. En 1998, une deuxième édition de La Quinzaine de la vidéo souligne les 25 ans de Vidéographe en proposant 25 programmes d'art vidéo.   

### Années 2000
Dans les années 2000, Vidéographe publie des monographies et de coffrets DVD portant sur des vidéastes canadiens : Sylvie Laliberté, Robert Morin, Donigan Cumming, Pierre Falardeau et Julien Poulin, Charles Guilbert et Serge Murphy, Istvan Kantor,. En mai 2010, Vidéographe lance Vithèque, un site web de visionnement sur demande « fait pour accueillir tous les catalogues des (distributeurs) indépendants ». Le site existe toujours et héberge la collection de Vidéographe. En 2015, l'organisme annonce qu'il recentre son mandat sur « les formes expérimentales de l'image en mouvement ». Le soutien aux artistes est aussi repensé alors que l'organisme partage son parc d'équipement de tournage avec Main Film. Vidéographe présente aussi des expositions dans divers lieux et musées, dont L'image en soi au Musée d'art de Joliette en 2017, Sheri Pranteau: Undisappeared du Groupe Épopée au Musée d'art de Joliette en 2018, et Réseaux magnétiques à Artexte en 2020. 

Expositions
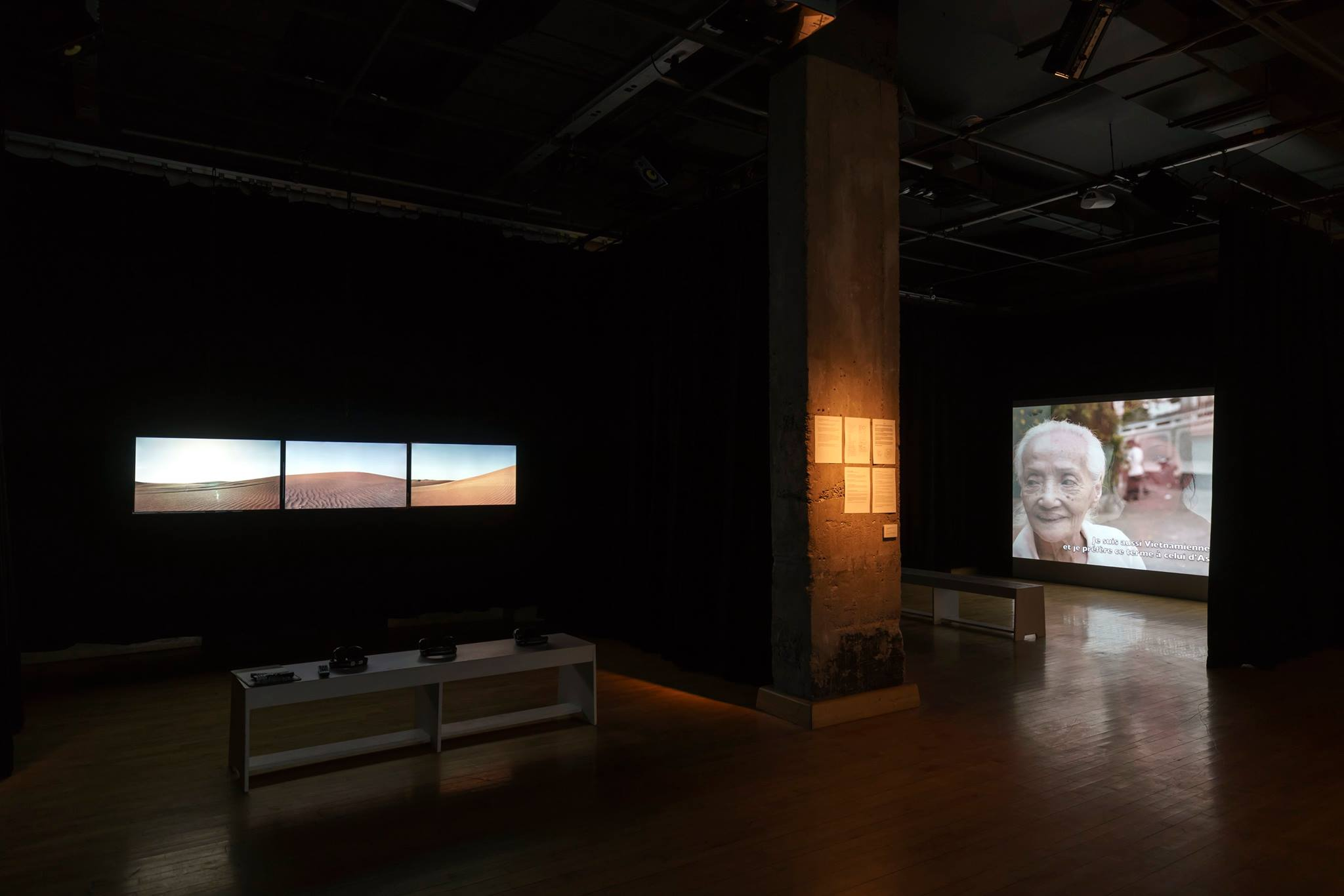
Exposition Sérendipité, MAI (Montréal, arts interculturels), 2017.
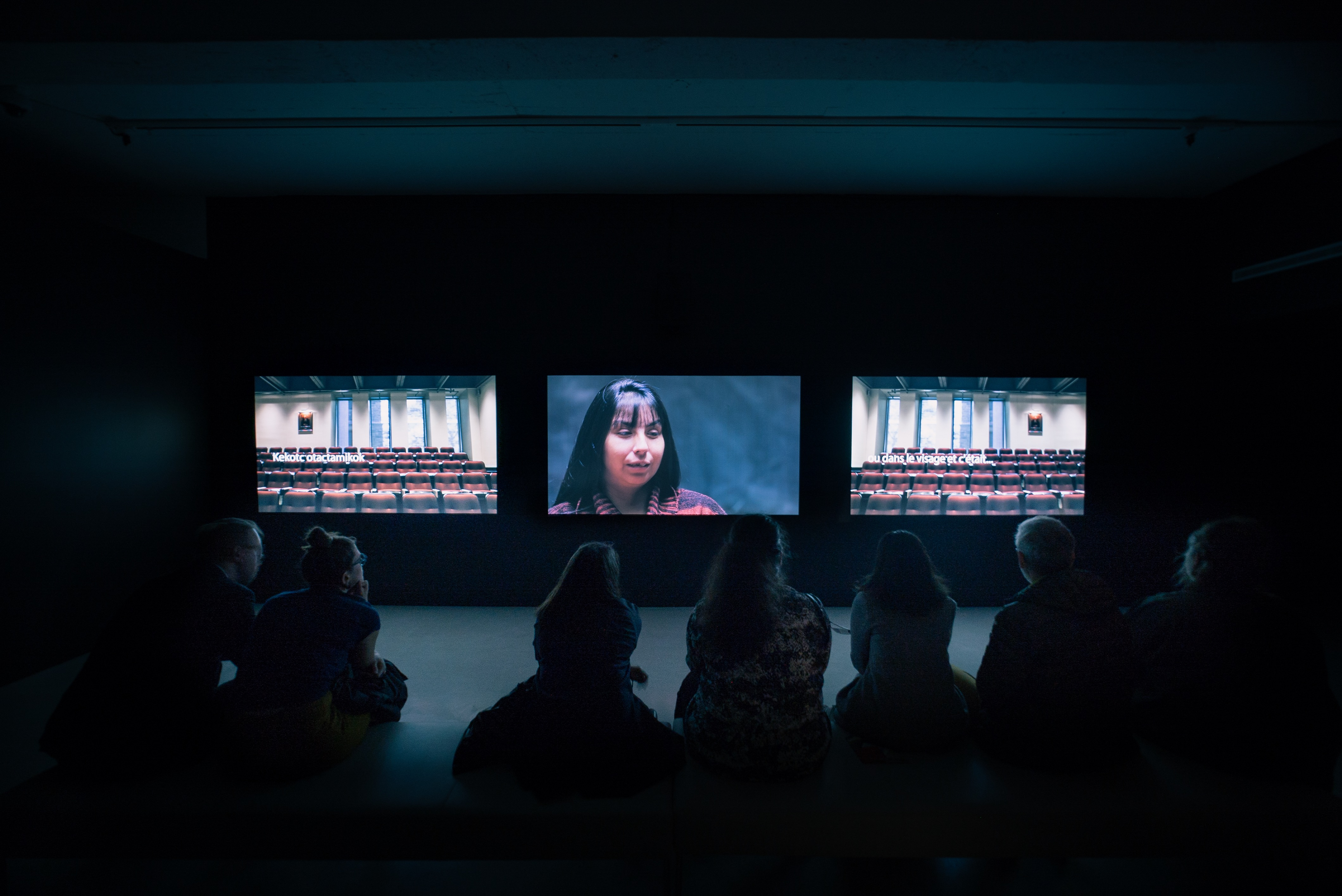
Installation vidéo Sheri Pranteau: Undisappeared, Groupe Épopée,  Musée d'art de Joliette, 2018.
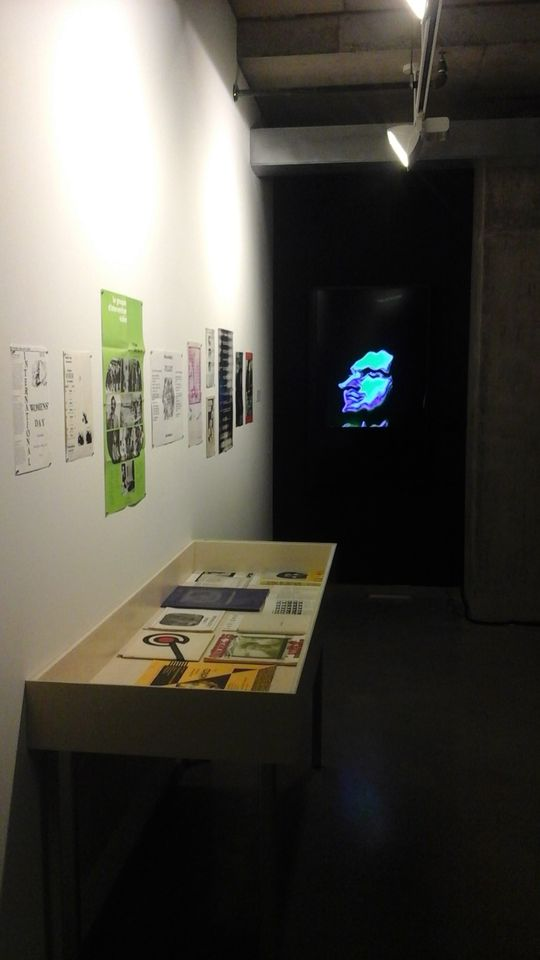
Exposition Réseaux magnétiques, Artexte, 2020.

Le 2 juin 2019, un film distribué par Vidéographe, Innu Nikamu : chanter la résistance du réalisateur innu Kevin Bacon Hervieux remporte le prix Iris du meilleur long métrage documentaire au Gala Québec Cinéma. Le film porte sur le festival de musique Innu Nikamu et l'histoire de la communauté autochtone de Manawan.    
En 2021, Vidéographe célèbre son cinquantième anniversaire. Des projections élaborées par Luc Bourdon sont présentées dans divers festivals, dont Cinema on the Bayou, le Festival des films sur l'art et les Rendez-vous Québec Cinéma. Vidéographe annonce aussi la création du prix Robert-Forget qui sera remis « à un.e artiste, commissaire, chercheur ou chercheuse québécois.e ayant contribué de manière exceptionnelle au développement de l’image en mouvement au Québec ».

## Artistes
Les artistes suivants sont distribués par Vidéographe, : 
Robin Aubert
André-Line Beauparlant
Luc Bourdon
Denis Chouinard
Donigan Cumming
Jean-Pierre Boyer
Nathalie Bujold
Jeanne Crépeau
Daniel Dion
Chantal duPont
Rachel Echenberg
Anne Émond
Pierre Falardeau
Charles Guilbert
Pierre Hébert
Co Hoedeman
Bettina Hoffmann
marshalore
Istvan Kantor
Manon Labrecque
Sylvie Laliberté
Neal Livingston
François Miron
Robert Morin
Serge Murphy
Marc Paradis
Marie-Josée Saint-Pierre
Jayce Salloum
Suzan Vachon
Michèle Waquant
Steven Woloshen

## Sources
1. 1 2  Angela Plohman, « Vidéographe »(Archive.org • Wikiwix • Archive.is • Google • Que faire ?), sur fondation-langlois.org, 2011 (consulté le 22 juin 2016).
2. 1 2  Luc Bourdon, « Vidéographie 70 », 24 images,‎ décembre 2013-janvier 2014, p. 10-15 (lire en ligne)
3. ↑  Thomas Waugh, Ezra Winton, Michael Baker, « Société nouvelle », sur onf.ca (consulté le 9 décembre 2020).
4. ↑  Gérard Henry et Yves Chaput, Québec 75 : vidéo, Montréal, Institut d'art contemporain, 1975, « Deuxième année Société nouvelle : Le Vidéographe », non paginé
5. ↑  Luc Bourdon, « Vidéographie 70 », 24 images,‎ décembre 2013-janvier 2014, p. 11 (lire en ligne)
6. ↑  Daniel Carrière, « Petite histoire du vidéothéâtre », Ciné-Bulles,‎ juin-août 1991, p. 44-45 (lire en ligne)
7. ↑  « Sélectovision / Éditomètre / Entrée en scène », sur Vithèque, 1972 (consulté le 11 juin 2019).
8. ↑  « L'éditomètre du Vidéographe », sur vasulka.org (consulté le 9 décembre 2020).
9. 1 2 3 4  Daniel Carrière, « Portrait de groupes », Ciné-Bulles, vol. 11, no 1,‎ 1991, p. 16-21 (lire en ligne)
10. 1 2  Clément Lafite, « Le Vidéographe, vers une incertaine continuité », sur Archée, arts médiatiques et cyberculture (consulté le 9 décembre 2020).
11. ↑  Marie-Michèle Cron, « Les archives vidéo du Vidéographe : la mémoire audiovisuelle des années 1970 au Québec », La Revue de la Cinémathèque, no 53,‎ août-septembre 1999, p. 16, 35
12. ↑  (en) « Protocols between Videographe and the National Film Board of Canada », sur Vithèque, 6 avril 1973 (consulté le 26 juin 2019).
13. ↑  « Lettres patentes », sur Vithèque, 1973 (consulté le 11 juin 2019).
14. ↑  « Notes historiques sur TVC-4 », sur Cinémathèque québécoise (consulté le 12 juin 2019).
15. ↑  Société d’histoire de la Rivière-du-Nord, « P032 - Fonds TVC4 », sur Société d’histoire de la Rivière-du-Nord (consulté le 30 septembre 2019).
16. ↑  Serge Dussault, « Le vidéo : malgré tout l'espoir », La Presse,‎ 17 janvier 1976, p. D9 (lire en ligne)
17. 1 2  Monique Langlois, « Les 25 ans de Vidéographe », Ciné-Bulles,‎ printemps 1998, p. 28 (lire en ligne)
18. ↑  René Blouin, « Vidéo 84 / Rencontres Vidéo Internationales de Montréal Du 24 septembre au 4 octobre 1984 (compte rendu) », Vie des arts,‎ volume 29, numéro 118, mars-printemp, p. 24-27 (lire en ligne)
19. ↑  Manon Regimbald, « La Quinzaine de la vidéo (compte rendu) », ETC,‎ numéro 11, printemps-été 1990, p. 59-61
20. ↑  Claude Forget, Un animal sauvage : Traversées du discours et mémoires volées : Les dix premières années du Vidéographe, 1971-1981 / Video Untamed : Passages and Stolen Memories : The First Ten Years of Videographe, 1971-1981. (Catalogue), Ottawa, Musée des beaux-arts du Canada / National Gallery of Canada, 1990, 10 p.
21. ↑  Lise Lachapelle, Sélection vidéo / Video Selection, Montréal, Vidéographe, 88 p. (lire en ligne)
22. ↑  Véronique Bellemare Brière, « L’Espace Vidéographe est né ! », Séquences,‎ septembre-octobre 1998, p. 60 (lire en ligne)
23. ↑  Éric Fourlanty, « La Quinzaine de la vidéo : Si loin, si proche », Voir,‎ 30 septembre 1998 (lire en ligne)
24. ↑  Vincent Bonin, « Controlled Disturbance, Donigan Cumming, Montréal, Vidéographe, coffret DVD, 2005 (compte rendu) », Ciel variable,‎ numéro 71, mars 2006, p. 40 (lire en ligne)
25. ↑  Charles-Stéphane Roy, « Moments donnés - Robert Morin : entrevue(s), Jean-Pierre Boyer, Fabrice Montal et Georges Privet Montréal : Vidéographe Éditions, 2002, 171 pages (compte rendu) », 24 images,‎ numéro 222, novembre-décembre 2002, p. 9 (lire en ligne)
26. ↑  Frédérique Doyon, « V pour vitrine vidéo », Le Devoir,‎ 27 mai 2010 (lire en ligne)
27. ↑  « L'image en soi », sur museejoliette.org, octobre 2017 (consulté le 22 avril 2021).
28. ↑  Aseman Sabet, « Groupe Épopée, Sheri Pranteau: Undisappeared (compte rendu) », Espace,‎ numéro 122, printemps 2019, p. 87-88 (lire en ligne)
29. ↑  Nicolas Mavrikakis, « « Réseaux magnétiques » : images de groupe chez Artexte », Le Devoir,‎ 22 février 2020 (lire en ligne)
30. ↑  Jean-Louis Bordeleau, « Innu Nikamu : chanter la résistance sacré meilleur documentaire québécois », sur Radio-Canada, 3 juin 2019 (consulté le 13 juin 2019).
31. ↑  « Les Vidéographes 2 — Performance pour un écran », sur lefifa.com, 2021 (consulté le 22 avril 2021).
32. ↑  « Vidéographe 50 ans : d'hier à aujourd'hui »(Archive.org • Wikiwix • Archive.is • Google • Que faire ?), sur rendez-vous.quebeccinema.ca, 22 avril 2021 (consulté le 22 avril 2021).
33. ↑  Nicolas Mavrikakis, « L’art du film sur l’art », Le Devoir,‎ 18 mars 2021 (lire en ligne)